# Mitsuru Satō
Pour les articles homonymes, voir Sato.
Mitsuru Satō (佐藤 満, Satō Mitsuru) est un lutteur japonais spécialiste de la lutte libre né le 21 décembre 1961 à Hachirogata.

## Biographie
Aux Championnats du monde de lutte en catégorie des moins de 52 kg, Mitsuru Satō est médaillé d'argent en 1986 et médaillé de bronze en 1985 et 1987.
Lors des Jeux olympiques d'été de 1988 se tenant à Séoul, il remporte la médaille d'or en combattant dans la catégorie des -52 kg. Il remporte aussi la médaille d'or lors des Jeux asiatiques de 1986.